# Lijst van hoogste constructies van Nederland
Dit artikel bevat gegevens over de 50 hoogste Nederlandse constructies. Voor een lijst met alleen gebouwen, zie de lijst van hoogste gebouwen van Nederland. De hoogste kerktorens staan in de lijst van hoogste kerktorens in Nederland.

## Bestaande constructies
|    | Naam                                                                                   | Hoogte                                  | Voltooid     | Plaats                   | Afbeelding                                                                                        |
| -- | -------------------------------------------------------------------------------------- | --------------------------------------- | ------------ | ------------------------ | ------------------------------------------------------------------------------------------------- |
| 1  | Gerbrandytoren                                                                         | 366 m                                   | 1961         | IJsselstein              |                                                                                                   |
| 2  | Televisietoren Smilde                                                                  | 303 m voor 2012: 294 m                  | 1959         | Hoogersmilde             |                                                                                                   |
| 3  | Haliade-X prototype                                                                    | 248 m                                   | 2019         | Tweede Maasvlakte        |                                                                                                   |
| 4  | Windpark A27 (17 windturbines)                                                         | 220 m (tiphoogte)                       | 2022         | Almere                   |                                                                                                   |
| 5  | Zalmhaventoren                                                                         | 215 m                                   | 2022         | Rotterdam                |                                                                                                   |
| 6  | Schoorstenen van Shell Pernis                                                          | 213 m                                   | 1968 en 1974 | Rotterdam                |                                                                                                   |
| 6  | Meetmast Cabauw                                                                        | 213 m                                   | 1972         | Cabauw                   |                                                                                                   |
| 7  | Windpark Deil (11 windturbines)                                                        | 208 m                                   | 2019-2020    | Knooppunt Deil           |                                                                                                   |
| 8  | Telecomtoren Waalhaven                                                                 | 207 m voor 1989: 106 m (zonder mast)    | 1962         | Rotterdam                |                                                                                                   |
| 9  | Zendmast Wieringermeer                                                                 | 201,7 m                                 | 1967         | Wieringerwerf            |                                                                                                   |
| 10 | Windpark Noordoostpolder (38 windturbines)                                             | 198,5 m                                 | 2014-2016    | Noordoostpolder          |                                                                                                   |
| 11 | Windturbine "De Ambtenaar" in de Wieringermeer, gemeente Hollands Kroon, bij Medemblik | 198,0 m                                 | 2012         | Wieringerwerf            | De Ambtenaar, de hoogste windmolen van Europa staat bij Medemblik. Zicht vanaf de MS Friesland 03 |
| 12 | Omroeptoren Hilversum                                                                  | 196 m                                   | 1973         | Hilversum                |                                                                                                   |
| 13 | Euromast                                                                               | 186 m                                   | 1960         | Rotterdam                |                                                                                                   |
| 14 | Windpark Krammer (34 windturbines)                                                     | 180 m (tiphoogte)                       | 2019         | Philipsdam               |                                                                                                   |
| 15 | Maastoren                                                                              | 178 m (dak op: 165 m)                   | 2009         | Rotterdam                |                                                                                                   |
| 16 | Schoorsteen nitrietfabriek (NIFA) Fibrant                                              | 176 m                                   | 1964         | Chemelot, Sittard-Geleen |                                                                                                   |
| 16 | Schoorsteen Amercentrale                                                               | 176 m                                   | 1980         | Geertruidenberg          |                                                                                                   |
| 17 | Schoorsteen Maasvlakte Power Plant 3 (MPP3)                                            | 175 m                                   | 2010         | Rotterdam                |                                                                                                   |
| 18 | Schoorsteen Centrale Hemweg                                                            | 174 m                                   | 1994         | Amsterdam                |                                                                                                   |
| 19 | Schoorstenen Centrale Maasvlakte 1 & 2                                                 | 171 m                                   | 1973         | Rotterdam                |                                                                                                   |
| 20 | Lyondell Flare Maasvlakte                                                              | 167 m                                   | 1999         | Rotterdam                |                                                                                                   |
| 21 | Hoogspanningsmasten Lekkerkerk                                                         | 163 m                                   | 1971         | Lekkerkerk               |                                                                                                   |
| 22 | Tv-toren Lelystad                                                                      | 161 m                                   | 1975         | Lelystad                 |                                                                                                   |
| 23 | New Orleans                                                                            | 158 m                                   | 2010         | Rotterdam                |                                                                                                   |
| 23 | New Babylon: City Tower                                                                | 158 m (dak op 142 m)                    | 2013         | Den Haag                 |                                                                                                   |
| 24 | Televisietoren Roermond                                                                | 164 m (tot 2007: 176 m)                 | 1958         | Roermond                 |                                                                                                   |
| 25 | Televisietoren van Markelo                                                             | 156 m                                   | 1958         | Markelo                  |                                                                                                   |
| 25 | Tv-toren Roosendaal                                                                    | 156 m                                   | 1986         | Roosendaal               |                                                                                                   |
| 27 | Schoorstenen Clauscentrale eenheden A en B                                             | 155 m                                   | 1975         | Maasbracht               |                                                                                                   |
| 28 | Zendmast Zwolle Marslanden                                                             | 154,5 m                                 | 1999         | Zwolle                   |                                                                                                   |
| 29 | Zendmast Den Haag industrieterrein Zichtenburg                                         | 154 m                                   | 2007         | Den Haag                 |                                                                                                   |
| 30 | Tv-toren Mierlo                                                                        | 153,5 m                                 | 1957         | Mierlo                   |                                                                                                   |
| 31 | Lyondell Flare Botlek                                                                  | 153 m                                   | 1970         | Rotterdam                |                                                                                                   |
| 31 | Televisietoren Loon op Zand                                                            | 153 m                                   | 1959         | Loon op Zand             |                                                                                                   |
| 31 | Windturbine Vlietzone                                                                  | 153 m                                   | 2016         | Den Haag                 |                                                                                                   |
| 32 | Schoorsteen Gunvor Energy Rotterdam                                                    | 152 m                                   | 1959         | Rotterdam                |                                                                                                   |
| 32 | Montevideo                                                                             | 152 m (inclusief de 'M', dak op: 140 m) | 2005         | Rotterdam                |                                                                                                   |
| 33 | Delftse Poort                                                                          | 151 m                                   | 1991         | Rotterdam                |                                                                                                   |
| 33 | Schoorsteen BP Europoort                                                               | 151 m                                   | 1988         | Rotterdam                |                                                                                                   |
| 34 | Zendmast Emmaberg (Zender Hulsberg)                                                    | 150 m                                   | 1954         | Emmaberg                 |                                                                                                   |
| 34 | Schoorsteen Centrale Lage Weide                                                        | 150 m                                   | 1959         | Utrecht                  |                                                                                                   |
| 34 | Schoorsteen ENCI                                                                       | 150 m                                   | 1964         | Maastricht               |                                                                                                   |
| 34 | Rembrandttoren                                                                         | 150 m (dak op: 135m)                    | 1994         | Amsterdam                |                                                                                                   |
| 34 | Windturbines Maasvlakte (4 stuks)                                                      | 150 m (tiphoogte)                       | 2005         | Rotterdam                |                                                                                                   |
| 35 | Tv-toren Maastricht                                                                    | 149,5 m                                 | 1967         | Maastricht               |                                                                                                   |
| 36 | Tv-toren Haarlem                                                                       | 149,2 m                                 | 1972         | Haarlem                  |                                                                                                   |
| 37 | TenneT-toren                                                                           | 149 m                                   | 1969         | Arnhem                   |                                                                                                   |
| 38 | Hoogspanningsmasten Hellegatsplein                                                     | 148 m                                   | 1969         | Numansdorp               |                                                                                                   |
| 39 | Toren van Spannenburg                                                                  | 118 m                                   | 1972         | Spannenburg              |                                                                                                   |
| 40 | JuBi-gebouw                                                                            | 146 m                                   | 2011         | Den Haag                 |                                                                                                   |

## Voormalige hoge constructies
|   | Naam                                          | Hoogte    | Voltooid | Afgebroken | Plaats         | Afbeelding |
| - | --------------------------------------------- | --------- | -------- | ---------- | -------------- | ---------- |
| 1 | Zendmast bij het Paardenveld                  | 223 m     | 1950     | 1962       | IJsselstein    |            |
| 2 | Zendmast Lange Gerrit                         | 212 m     | 1945     | 1980       | Radio Kootwijk |            |
| 3 | Middengolfzender Flevoland                    | 195 m     | 1980     | 2019       | Zeewolde       |            |
| 4 | Schoorsteen van Kolencentrale Borssele        | 173 m     | 1973     | 2020       | Borssele       |            |
| 5 | Schoorsteen Elektriciteitscentrale Gelderland | 164 m     | 1981     | 2023       | Nijmegen       |            |
| 6 | Schoorsteen elektrische centrale Maurits      | 160 m     | 1963     | 1999       | Geleen         |            |
| 7 | Schoorsteen Lange Lies                        | 155 m     | 1953     | 1976       | Heerlen        |            |
| 8 | Schoorsteen Lange Jan                         | 135 m     | 1938     | 1976       | Heerlen        |            |
| 9 | Kortegolfzendstation Flevo                    | 4 × 135 m | 1985     | 2018       | Zeewolde       |            |

## Hoogste constructies per provincie
| Provincie     | Plaats                       | Gebouw                                    | Hoogte (m) | Geopend |
| ------------- | ---------------------------- | ----------------------------------------- | ---------- | ------- |
| Drenthe       | Hoogersmilde                 | CJ2 Datatoren                             | 303        | 1959    |
| Flevoland     | Urk e.o.                     | Windpark Noordoostpolder                  | 198,5      | 2012    |
| Friesland     | Tjerkgaast                   | Toren van Spannenburg                     | 118        | 1972    |
| Gelderland    | Arnhem                       | TenneT-toren                              | 149        | 1969    |
| Groningen     | Groningen                    | Zendmast Winschoterdiep                   | 132        | 2006    |
| Limburg       | Chemelot, Sittard-Geleen     | Schoorsteen nitrietfabriek (NIFA) Fibrant | 176        | 1964    |
| Noord-Brabant | Geertruidenberg              | Schoorsteen Amercentrale                  | 176        | 1980    |
| Noord-Holland | Wieringerwerf                | Zendmast Wieringermeer                    | 201,7      | 1967    |
| Overijssel    | Markelo                      | Televisietoren van Markelo                | 156        | 1958    |
| Utrecht       | IJsselstein                  | Gerbrandytoren                            | 372        | 1961    |
| Zeeland       | Philipsdam                   | Windpark Krammer                          | 180        | 2019    |
| Zuid-Holland  | Tweede Maasvlakte, Rotterdam | Haliade-X prototype                       | 248        | 2019    |